# Bucur Cothean
Bucur Cothean, cunoscut și ca Bucur Codleanu (n. 1873, Codlea Jud. Brașov – d. 1965, Prejmer) a fost un deputat în Marea Adunare Națională de la Alba Iulia, organismul legislativ reprezentativ al „tuturor românilor din Transilvania, Banat și Țara Ungurească”, cel care a adoptat hotărârea privind Unirea Transilvaniei cu România, la 1 decembrie 1918.:p. 134-135

## Biografie
Bucur Cothean, a urmat școala primară și a învățat meșteșugul fierăriei, urmând ucenicia de fierar. A practicat meseria de fierar în Prejmer. A luptat în armata austriacă pe frontul răsăritean. :p. 134-135

## Activitate politică
A participat la Marea Adunare Națională de la Alba Iulia din 1 decembrie 1918 ca delegat al Reuniunii învățătorilor din Prejmer, alături de alți săteni din Prejmer.:p. 134-135